# Olympische Sommerspiele 2012/Teilnehmer (Kap Verde)
| Gelbes Symbol für Goldmedaillen mit stilisierten Olympischen Ringen | Graues Symbol für Silbermedaillen mit stilisierten Olympischen Ringen | Braundes Symbol für Bronzemedaillen mit stilisierten Olympischen Ringen |
| ------------------------------------------------------------------- | --------------------------------------------------------------------- | ----------------------------------------------------------------------- |
| —                                                                   | —                                                                     | —                                                                       |

Kap Verde nahm in London an den Olympischen Spielen 2012 teil. Es war die insgesamt fünfte Teilnahme an Olympischen Sommerspielen. Das Comité Olímpico Caboverdeano nominierte drei Athleten in zwei Sportarten.
Fahnenträgerin bei der Eröffnungsfeier war die Judoka Adysângela Moniz.

## Teilnehmer nach Sportarten

### Judo
| Frauen           |                   |         |         |              |          |   |
| Adysângela Moniz | Klasse über 78 kg | Freilos | Freilos | Idalis Ortiz | 0002:103 | 9 |

### Leichtathletik
| Athleten      | Wettbewerb | Vorlauf      | Vorlauf | Halbfinale    | Halbfinale    | Finale        | Finale        | Rang |
| Athleten      | Wettbewerb | Zeit         | Rang    | Zeit          | Rang          | Zeit          | Rang          | Rang |
| ------------- | ---------- | ------------ | ------- | ------------- | ------------- | ------------- | ------------- | ---- |
| Frauen        |            |              |         |               |               |               |               |      |
| Lidiane Lopes | 100 m      | 12,72 s      | 4       | ausgeschieden | ausgeschieden | ausgeschieden | ausgeschieden | 17   |
| Männer        |            |              |         |               |               |               |               |      |
| Ruben Sanca   | 5000 m     | 14:35,19 min | 21      | –             | –             | ausgeschieden | ausgeschieden | 40   |